# Bavilliers
Bavilliers es una comuna francesa situada en el departamento del Territorio de Belfort, de la región de Borgoña-Franco Condado. Es la cabecera (bureau centralisateur en francés) y mayor población del cantón de su nombre. 
Los habitantes se llaman Bavillierois.

## Geografía
Está ubicada al oeste de Belfort y forma parte de la aglomeración urbana de esta ciudad.

## Demografía
| 301 | 288 | 309 | 389 | 479 | 604 | 870 | 919 | 786 | 668 | 810 | 740 | 854 | 1 174 | 1 314 | 1 232 | 1 290 | 1 508 | 1 397 | 1 547 | 1 682 | 1 552 | 1 637 | 1 675 | 1 717 | 1 679 | 2 153 | 2 437 | 2 564 | 3 454 | 3 555 | 4 408 | 4 582 | 4 809 | 4 826 |
| Para los censos de 1962 a 1999 la población legal corresponde a la población sin duplicidades (Fuente: INSEE [Consultar]) |     |     |     |     |     |     |     |     |     |     |     |     |       |       |       |       |       |       |       |       |       |       |       |       |       |       |       |       |       |       |       |       |       |       |